# Temnostoma
Temnostoma is een vliegengeslacht uit de familie van de zweefvliegen (Syrphidae).

## Soorten
- T. acrum Curran, 1939
- T. alternans Loew, 1864
- T. apiforme (Fabricius, 1794)
- T. balyras (Walker, 1849)
- T. barberi Shannon, 1939
- T. bombylans (Fabricius, 1805) - donkere wespvlieg
- T. daochus (Walker, 1849)
- T. excentrica (Harris, 1862)
- T. meridionale Krivosheina & Mamayev, 1962
- T. obscurum Loew, 1864
- T. trifasciatum Robertson, 1901
- T. venustum Williston, 1887
- T. vespiforme (Linnaeus, 1758) - echte wespvlieg